# Kanton Couserans Ouest
Der Kanton Couserans Ouest ist ein französischer Wahlkreis im Département Ariège in der Region Okzitanien. Er umfasst 29 Gemeinden im Arrondissement Saint-Girons. Durch die landesweite Neuordnung der französischen Kantone wurde er 2015 neu geschaffen.

## Gemeinden
Der Kanton besteht aus 29 Gemeinden und Gemeindeteilen mit insgesamt 10.742 Einwohnern (Stand: 1. Januar 2022) auf einer Gesamtfläche von 436,19 km²:
| Gemeinde                    | Einwohner 1. Januar 2022 | Fläche km² | Dichte Einw./km² | Code INSEE | Postleitzahl |
| --------------------------- | ------------------------ | ---------- | ---------------- | ---------- | ------------ |
| Antras                      | 74                       | 20,02      | 4                | 09011      | 09800        |
| Argein                      | 192                      | 11,09      | 17               | 09014      | 09800        |
| Arrien-en-Bethmale          | 123                      | 14,59      | 8                | 09017      | 09800        |
| Arrout                      | 92                       | 3,02       | 30               | 09018      | 09800        |
| Aucazein                    | 62                       | 6,02       | 10               | 09025      | 09800        |
| Audressein                  | 146                      | 3,98       | 37               | 09026      | 09800        |
| Augirein                    | 80                       | 9,84       | 8                | 09027      | 09800        |
| Balacet                     | 47                       | 2,12       | 22               | 09034      | 09800        |
| Balaguères                  | 197                      | 17,84      | 11               | 09035      | 09800        |
| Bethmale                    | 100                      | 31,61      | 3                | 09055      | 09800        |
| Bonac-Irazein               | 125                      | 38,13      | 3                | 09059      | 09800        |
| Bordes-Uchentein            | 216                      | 54,48      | 4                | 09062      | 09800        |
| Buzan                       | 40                       | 8,55       | 5                | 09069      | 09800        |
| Castillon-en-Couserans      | 433                      | 4,94       | 88               | 09085      | 09800        |
| Cescau                      | 162                      | 5,32       | 30               | 09095      | 09800        |
| Engomer                     | 314                      | 7,60       | 41               | 09111      | 09800        |
| Eycheil                     | 530                      | 4,77       | 111              | 09119      | 09200        |
| Galey                       | 113                      | 9,35       | 12               | 09129      | 09800        |
| Illartein                   | 73                       | 3,97       | 18               | 09141      | 09800        |
| Montégut-en-Couserans       | 73                       | 6,18       | 12               | 09201      | 09200        |
| Moulis                      | 796                      | 36,55      | 22               | 09214      | 09200        |
| Orgibet                     | 164                      | 7,45       | 22               | 09219      | 09800        |
| Saint-Girons                | 6.129                    | 19,13      | 320              | 09261      | 09200        |
| Saint-Jean-du-Castillonnais | 28                       | 4,74       | 6                | 09263      | 09800        |
| Saint-Lary                  | 147                      | 33,91      | 4                | 09267      | 09800        |
| Salsein                     | 46                       | 5,73       | 8                | 09279      | 09800        |
| Sentein                     | 170                      | 59,18      | 3                | 09290      | 09800        |
| Sor                         | 28                       | 1,08       | 26               | 09297      | 09800        |
| Villeneuve                  | 42                       | 5,00       | 8                | 09335      | 09800        |
| Kanton Couserans Ouest      | 10.742                   | 436,19     | 25               | 0904       | –            |

## Veränderungen im Gemeindebestand seit der landesweiten Neuordnung der Kantone
2017: Fusion Les Bordes-sur-Lez und Uchentein → Bordes-Uchentein

## Politik
| Vertreter im Departementrat | Vertreter im Departementrat   | Vertreter im Departementrat |
| Amtszeit                    | Namen                         | Partei                      |
| --------------------------- | ----------------------------- | --------------------------- |
| 2015–                       | Christine Gaston Henri Nayrou | PS                          |